# 丹生川村立国見中学校
丹生川村立国見中学校（にゅうかわそんりつ くにみちゅうがっこう）は、岐阜県大野郡丹生川村（現・高山市）に存在した公立中学校。

## 概要
- 国見小学校に併設され、国見小中学校とも称した。1970年、丹生川中学校に統合され廃校。

## 沿革
- 1947年（昭和22年）4月 - 国見小学校に併設して、丹生川村立丹生川中学校国見分校を設置。
- 1950年（昭和25年）4月 - 丹生川中学校から独立し、丹生川村立国見中学校として開校。国見小学校に併設。
- 1964年（昭和39年）4月 - 吉城郡上宝村の蓑谷地区[注釈 2]の生徒の委託を解消。箕谷地区の生徒は上宝村立本郷中学校へ転入し、国見中学校の校区は呂瀬地区[注釈 3]のみとなる。
- 1970年（昭和45年）4月1日 - 丹生川中学校に統合され廃校。名目上の統合であり、国見中学校は丹生川中学校国見分教場となる。
- 1972年（昭和47年）4月 - 国見分教場を廃止。廃校時の生徒数は7名。